# José Antonio Plancarte y Labastida
Don José Antonio Plancarte y Labastida (Città del Messico, 23 dicembre 1840 – Città del Messico, 26 aprile 1898) è stato un presbitero messicano fondatore delle Figlie di Maria Immacolata di Guadalupe che fu proclamato Servo di Dio dalla Chiesa cattolica.

## Il culto
Il 30 gennaio 1996, in Città del Messico, è stato aperto il processo informativo per la beatificazione della serva di Dio, che si è concluso, il 28 maggio 1999.